# Кибернетика
Кибернетиката е наука за законите за получаване, съхраняване и предаване на информацията, както и за системите, носители на изкуствен интелект и свързаните с тях закони за получаване, съхраняване и предаване на информацията. Според основателя ѝ Норберт Винер това е наука, която изучава управлението и регулирането на машините, живите организми и социалните структури и се описва с формулата „Изкуство на управлението“.
Представката „кибер-“ се използва в думи, които имат отношение към механичен или електронен механизъм или система, способна да дава обратна връзка. Използва се и като популярен разговорен термин, обозначаващ всичко свързано с компютрите, интернет и техните производни (например киберпънк, кибернастаняване и др.).
Типичен пример за кибернетична система е термостатът. Той сравнява действителната стойност на температурата със зададената стойност. При наличие на разлика се задейства поредица от стъпки, с които нагряването се регулира така, че тези температури да се изравнят.

## История
Платон използва думата от гръцки κυβερνητική (kybernetike) в преносен смисъл, когато говори за „Човек на кормилото на властта“.
Математикът Норберт Винер от САЩ през 1948 г. с книгата си „Кибернетика, или контрол и комуникации в животните и машините“ (Cybernetics, or Control and Communication in the Animal and the Machine), дава съвременния облик и разбиране на науката кибернетика. Винер е и създателят на съвременната дума „кибернетика“.
При появяването на съвременното ѝ понятие по времето на социализма в СССР кибернетиката е обявена за буржоазна и милитаристична, реакционна наука, но по-късно, през 60-те и 70-те години отношението се променя. Започва да се обръща много по-голямо внимание на кибернетиката, особено на техническата.

## Съвременно развитие
Днес се развиват следните области на кибернетиката:
- В техниката например регулиране и теория на управлението под названието Техническа кибернетика.
- В социалните науки като Социална кибернетика
- В биологичните науки като Биокибернетика
- В строителството Строителна кибернетика
- В хуманитарните науки под названието Кибернетика от втори порядък

## Приложна кибернетика
- Роботика
- Мехатроника
- Биомехатроника
- Автоматизация
- Техническа кибернетика
- Биологична кибернетика
- Медицинска кибернетика
- Биомедицинска кибернетика
- Социална кибернетика

## В България
През 1964 година на базата на няколко лаборатории в България се създава Институт по кибернетика към БАН с първи директор Николай Наплатанов. Сред нейните научни направления е биониката.